# Шадие-султан
Шадие́-султа́н (тур. Şadiye Sultan); после 1953 года — Шадие́ Османоглу́ (тур. Şadiye Osmanoğlu; 1886/1887, Стамбул — 20 ноября 1977, там же) — пятая дочь османского султана Абдул-Хамида II от его третьей жены Эмсалинур Кадын-эфенди. Шадие была автором мемуаров о жизни в султанском дворце и в изгнании «Мой отец Абдул-Хамид, или Исповедь дочери последнего султана Османской империи».

## Биография
Шадие-султан родилась во дворце Йылдыз в семье османского султана Абдул-Хамида II и его третьей жены Эмсалинур Кадын-эфенди. Точная дата рождения Шадие неизвестна. Айше-султан в своих мемуарах упоминает, что Шадие была старше неё на 3—4 месяца; таким образом, Шадие предположительно родилась летом 1887 года. Однако турецкий историк Чагатай Улучай указывает датой рождения 1 декабря 1886 года, османист Энтони Олдерсон — 30 декабря 1886 года, турецкий драматург Нахид Сырры Орик — 1882 год, а мемуарист Харун Ачба без указания конкретной даты пишет, что Шадие родилась через год после свадьбы родителей, состоявшейся 20 ноября 1885 года. Шадие была единственным ребёнком своих родителей, однако у неё было 16 единокровных братьев и сестёр от браков отца с другими женщинами.
Шадие, как и её сёстры, получила дворцовое образование. Когда семья Абдул-Хамида переехала в законченный Йеникёшк, Айше-султан и Шадие-султан достигли школьного возраста. В малом секретариате султана для них выделили покои, которые превратили в школьный класс и оснастили разноцветными сияющими рахле (подставками для Корана), подушками, письменными наборами и книгами. Учителями были назначены тайный писарь Хасиб-эфенди и личный шифрописарь Камиль-эфенди. В программе обучения был Коран, арабский, фарси, чтение и письмо по-турецки, основы истории Османского государства, арифметика и география. Была проведена традиционная церемония «Бед-и Бесмеле», ознаменовавшая начало обучения. В гареме Кевсер-калфа стала учителем «по заучиванию наизусть». Сёстры с удовольствием учились, к программе добавились уроки игры на фортепиано и живописи. В гареме Зюльфет-калфа, в классе Гуателли-паша и Франсуа Ломбардини, а также Дюрриекта-калфа продолжали давать уроки игры на фортепиано двум султаншам, которых считали довольно талантливыми. Классической турецкой музыке Шадие обучалась также у Танбури Джемиль-бея. Она играла на фортепиано, уде и танбуре. 
Абдул-Хамид долгое время откладывал замужество Шадие — в то время, как её сёстры выходили замуж до достижения 20 лет, сама Шадие оставалась незамужней в 23 года; турецкий историк Недждет Сакаоглу предполагал, что причиной, по которой Шадие долго не могли найти подходящего кандидата в мужья, могли быть чересчур усердные занятия музыкой. В 1909 году всё же состоялось обручение Шадие-султан с Али Намык-беем, сыном Кючюк Саида-паши, но свадьбу справить не успели: 31 марта Абдул-Хамид отменил конституцию, вследствие чего отец Шадие был свергнут и выслан в Салоники. Шадие последовала в ссылку за отцом, но в 1910 году вернулась в столицу. Брак с Али Намыком стал невозможен, поскольку его отец после свержения Абдул-Хамида II переметнулся на сторону нового правительства. В этот же период руки Шадие у нового султана просил революционер, герой Эпохи второй Конституции Энвер-паша, однако она отказалась выходить замуж за врага своего отца.

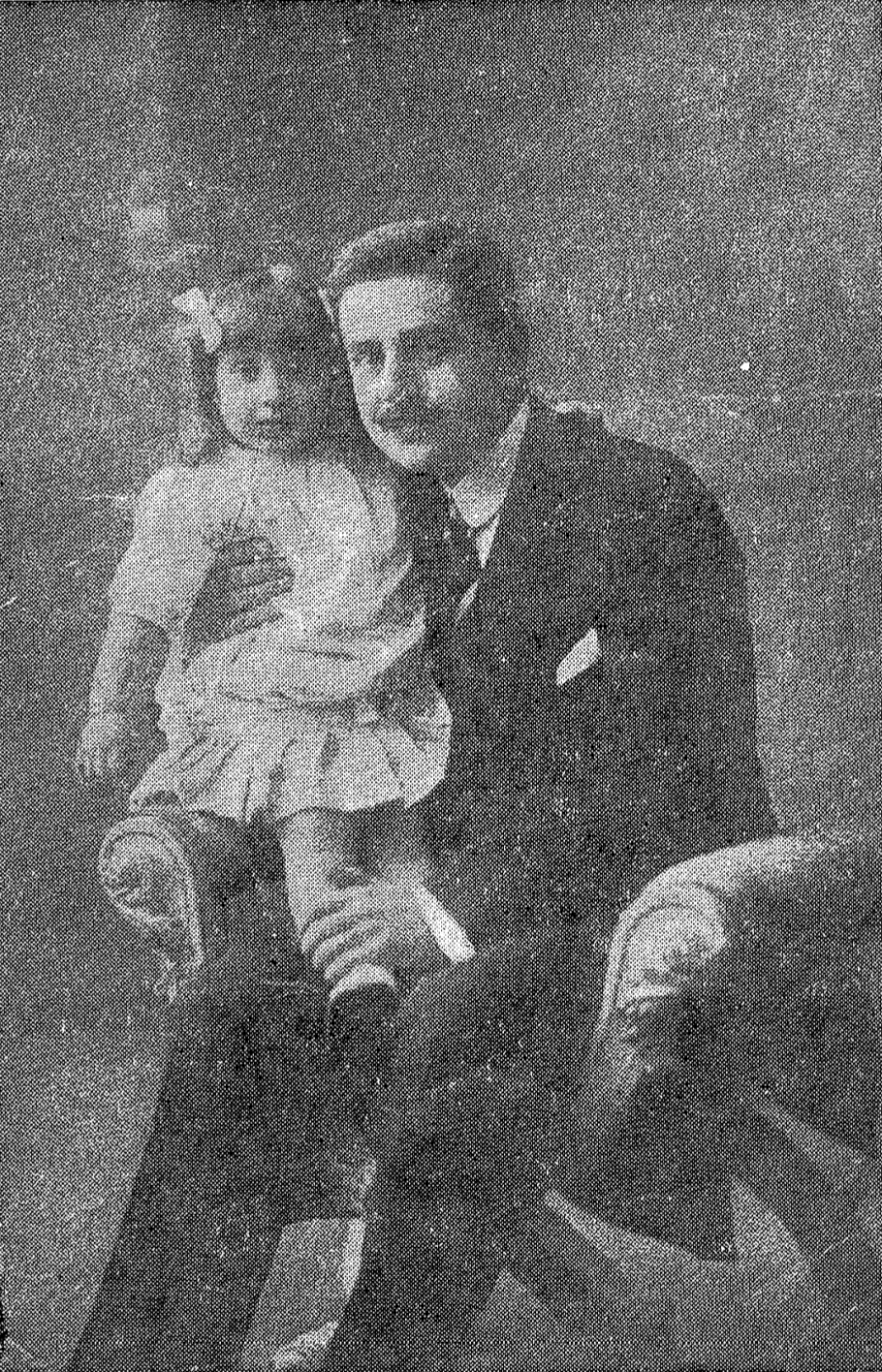
Супруг Шадие с их дочерью

Сакаоглу пишет, что по возвращении из ссылки Шадие-султан жила в Нишанташи в особняке, походившем на дворец. Вероятно, это был дом её матери, купленный Абдул-Хамидом для Эмсалинур в начале 1900-х годов. 2 декабря 1910 года по собственному желанию, пока отец был в Салониках, Шадие вышла замуж за Фахри-бея, сына гендиректора управления госдолга Галибпашазаде Мустафы Февзи-бея. Сам Февзи до заключения брака с Шадие служил в посольстве Бухареста. Их единственная дочь Самие Ханым-султан родилась в 1914 году. Фахри-бей, несмотря на достаточно молодой возраст, тяжело и долго болел, и супруги ездили на лечение в Берлин и Вену, однако 27 сентября 1922 года Фахри-бей умер. В 1924 году после свержения султаната и провозглашения республики членам династии было предписано покинуть страну. Шадие-султан с дочерью уехала во Францию, где они жили на окраине Парижа в Лоренси, а позже — в Монсо. Уже в Париже в 1931 году Шадие вышла замуж за бывшего посла Решада Халис-бея, который был одним из делегатов Севрских переговоров. Он умер в 1939 или 1944 году, и Шадие больше замуж не выходила.
В 1946 году Шадие переехала в США, где в Нью-Йорке жила её дочь Самие со своим мужем-американцем Ларри Аподакором. После 5 лет, проведённых в США, Шадие отправилась в путешествие по Европе. В 1953 году Шадие-султан с разрешения правительства вернулась в Стамбул и поселилась в квартире в Джихангире. Она умерла 20 ноября 1977 года в возрасте 90 лет в своей квартире в Джихангире и была похоронена в тюрбе Махмуда II на Диванйолу по особому разрешению Совета министров. Шадие-султан стала самой долгоживущей среди своих сестёр.

## Мемуары
Находясь в США Шадие начала писать мемуары, которые завершила уже после возвращения в Стамбул. Мемуары описывают основные вехи жизни султанши: жизнь во дворце и в гареме, визиты, традиционные церемонии, история наложниц, жизнь в Салониках, возвращение в Стамбул и замужество с Фахир Беем, жизнь в особняке в Нишанташи и на даче в Эренкёе, попытки в Европе поставить на ноги слабого здоровьем мужа, сложности периода Первой Мировой, 23 года во Франции, смерть первого мужа, вторая мировая война и смерть второго мужа Решада Халиса, замужество дочери с американцем, возвращение в Стамбул. Харун Ачба указывает на тот факт, что Шадие крайне мало писала о матери, отмечая лишь, что Эмсалинур нравилась турецкая музыка.
Первый вариант мемуаров был опубликован в журнале «Хаят» под заголовком «Моя жизнь во дворце и гареме» (тур. Saray ve Harem Hatıralarım). В 1966 году мемуары вышли полноценной книгой под названием «Радостные и горестные дни моей жизни» (тур. Hayatımın Acı ve Tatlı Günleri). На русском языке мемуары были опубликованы в 2021 году под названием «Мой отец Абдул-Хамид, или Исповедь дочери последнего султана Османской империи».